# Viking

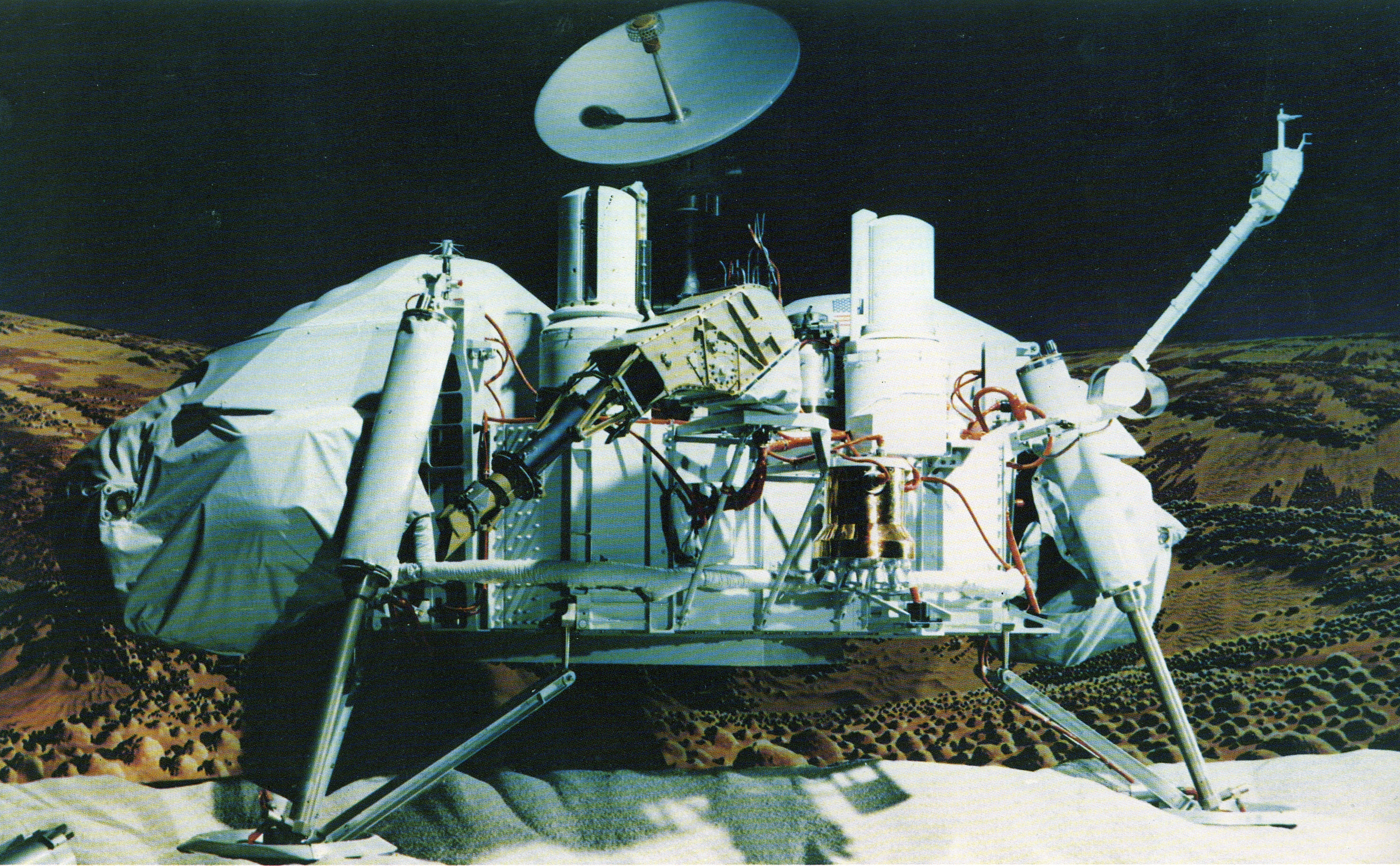
Viking-1-Lander (NASA-Modell)

Das Viking-Programm der NASA war ein Höhepunkt bei der Erforschung des Mars in den 1970er Jahren. Die zwei Raumsonden Viking 1 und 2 landeten am 20. Juli und 3. September 1976 erfolgreich und sandten erstmals detaillierte Bilder von der Oberfläche des roten Planeten.
Benannt wurde das Programm nach den Wikingern, jenen skandinavischen Seefahrern, die als Erste nach Amerika segelten.

## Missionen

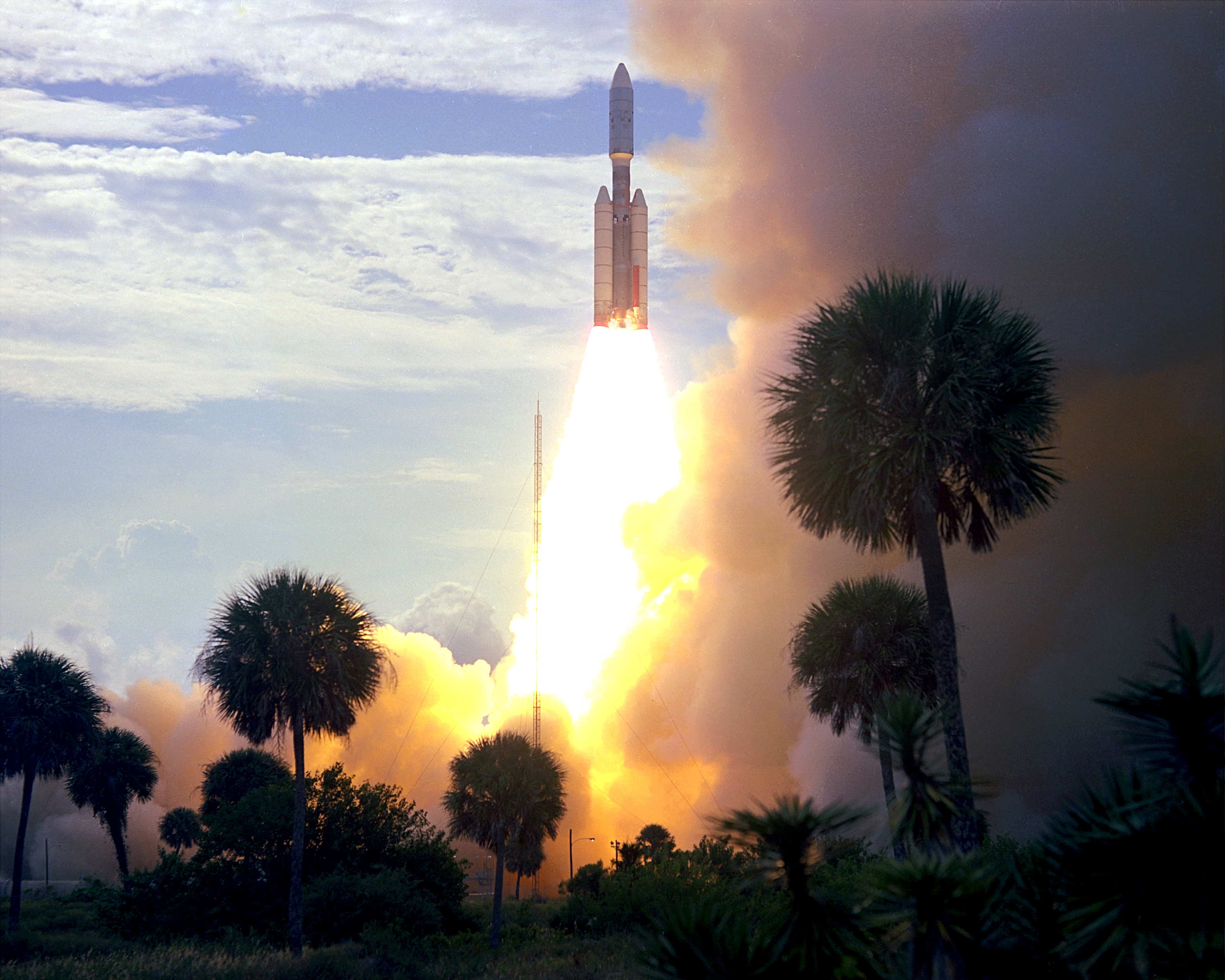
Start von Viking 1

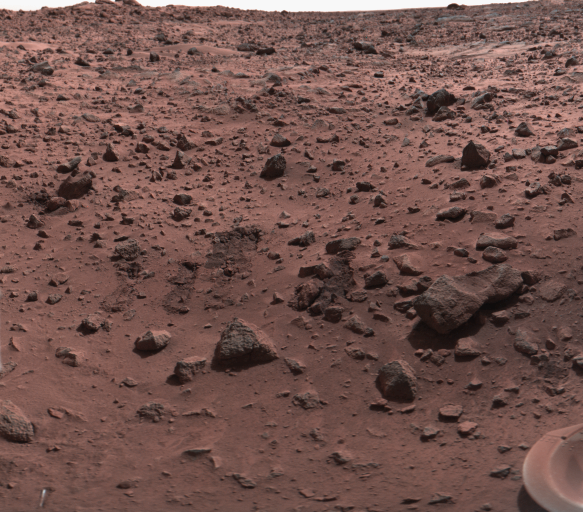
Chryse Planitia, das Landegebiet der Sonde Viking 1

Jede Viking-Sonde bestand aus einer Mutter- und Tochtersonde. Die Muttersonde sollte eine Umlaufbahn (Orbit) um den Mars einschlagen, danach sollte sich die Tochtersonde (Lander) abtrennen und auf der Oberfläche des Planeten landen.
- Viking 1 wurde am 20. August 1975 von Launch Complex 41 auf Cape Canaveral mit einer Titan 3E/Centaur gestartet. Eine Umlaufbahn um den Mars erreichte die Sonde am 19. Juni 1976. Die Tochtersonde landete am 20. Juli 1976 in der Landschaft Chryse Planitia. Zu dem Orbiter wurde bis zum 17. August 1980 Kontakt gehalten, mit dem Lander sogar bis zum 13. November 1982. Der Lander wurde am 7. Januar 1982 in Thomas A. Mutch Memorial Station umbenannt, nach einem der am Projekt beteiligten Wissenschaftler.
- Viking 2 wurde am 9. September 1975 mit demselben Raketentyp von derselben Startrampe gestartet und erreichte ihre Umlaufbahn am 7. August 1976. Die Landung erfolgte am 3. September 1976 in der Ebene Utopia Planitia. Der Kontakt zum Orbiter hielt bis zum 25. Juli 1978, zum Lander bis zum 11. April 1980. Der Lander wurde 2001 postum nach dem Gründer der NASA Academy in Gerald Soffen Memorial Station umbenannt.

## Daten
- Beide Sonden starteten mit einer Titan-3E-Centaur-Rakete.
- Die Sonden hatten ein Gewicht von rund 2.900 Kilogramm, davon entfielen 2.300 kg auf die Muttersonde und 600 kg auf die Tochtersonde.
- Die beiden Orbiter übermittelten 37.000 (Viking 1) und 19.000 (Viking 2) Bilder des Planeten Mars und seiner Monde Deimos und Phobos.
- Die Lander sendeten jeweils rund 2.300 Bilder.
- Die gesamte Mission kostete etwa eine Milliarde Dollar.

## Wissenschaftliche Experimente
An Bord des Landers waren drei biologische Experimente. Ein viertes Experiment erfüllte neben biologischen auch noch andere Aufgaben. Das Experimentierpaket wog 15,5 kg und hatte eine elektrische Leistungsaufnahme von durchschnittlich 15 Watt.

### Pyrolytic Release Experiment (PR)
Das Pyrolytic Release Experiment sollte nach Spuren von Photosynthese suchen. Dazu wurden Proben des Marsbodens mit Licht, Wasser und radioaktiv markiertem Kohlenstoffdioxid behandelt. Man ging davon aus, dass bei der Existenz Photosynthese treibender Organismen durch den Prozess der Kohlenstoffdioxid-Fixierung ein Teil des radioaktiv markierten Kohlenstoffdioxids in Biomasse umgewandelt werden würde.
Nach einer mehrtägigen Inkubationszeit wurde das radioaktive Gas entfernt und die verbliebene Radioaktivität in der Probe gemessen.

### Labeled Release Experiment (LR)
Das Labeled Release Experiment war im Prinzip eine Umkehrung des PR-Tests. Eine Probe des Marsbodens wurde mit Wasser und einer radioaktiv markierten Nährlösung versetzt. Falls in der Probe atmende Organismen existierten, sollten diese die Nährlösung u. a. in CO2 umwandeln. Das radioaktive 14C aus der Nährlösung sollte sich dann in dem entstandenen Gas nachweisen lassen.

### Gas Exchange Experiment (GEx)
Beim Gas Exchange Experiment wurde eine Bodenprobe längere Zeit einem kontrollierten Gasgemisch ausgesetzt. In regelmäßigen Zeitabständen wurde die Zusammensetzung dieses Gasgemisches durch einen Gas-Chromatographen untersucht und Abweichungen von der ursprünglichen Zusammensetzung ermittelt.

### Gas Chromatograph – Massenspektrometer (GCMS)
Das GCMS ist ein Gerät, welches gasförmige Komponenten chemisch trennt und durch ein Massenspektrometer analysieren lässt. Hiermit lassen sich die Mengen und Anteile verschiedener Stoffe ermitteln. Im Viking-Lander wurde das GCMS benutzt, um die einzelnen Komponenten des Marsbodens bestimmen zu können. Dazu wurden Proben des Marsbodens auf verschiedene Temperaturen erhitzt und die jeweils austretenden Gase analysiert.

## Ergebnisse der wissenschaftlichen Experimente
Die 4 Experimente lieferten kein eindeutiges Ergebnis darüber, ob organisches Leben auf dem Mars existiert oder nicht. Alle drei biologischen Experimente beobachteten Veränderungen, die durch organisches Leben hervorgerufen worden sein könnten.
Im LR-Experiment konnte eine relativ starke Zunahme von radioaktivem Gas gemessen werden, nachdem die radioaktiv markierte Nährlösung zugesetzt wurde.
Durch das GEX stellte man eine geringe Zunahme von Sauerstoff fest, als zu der Bodenprobe Wasser hinzugegeben wurde. Das Kontrollexperiment, bei dem die Bodenprobe zunächst durch Hitze sterilisiert wurde, zeigte allerdings das gleiche Verhalten. Außerdem trat die Sauerstoffzunahme jeweils nur beim ersten Hinzufügen von Wasser auf und konnte danach trotz erneuter Zugabe von Wasser zur gleichen Bodenprobe nicht mehr nachgewiesen werden.
Das GCMS konnte andererseits keine signifikante Menge organischer Moleküle im Marsboden nachweisen. Die nachgewiesenen organischen Moleküle stammten mit an Sicherheit grenzender Wahrscheinlichkeit aus auf der Erde entstandenen Verunreinigungen.
Diese Ergebnisse waren schwer zu erklären und bieten auch weiterhin Nährstoff für wissenschaftliche Diskussionen. Die meisten Wissenschaftler sind mittlerweile zu dem Schluss gekommen, dass die beobachteten Ergebnisse am besten durch eine chemische Reaktion mit einem oder mehreren Bestandteilen des Marsbodens erklärt werden können. Forschungsergebnisse legen nahe, dass hochreaktive Chemikalien wie z. B. Wasserstoffperoxid, produziert durch die statische Elektrizität der Staubstürme, für die positiven Ergebnisse verantwortlich waren. Allerdings gibt es auch weiterhin Wissenschaftler, die davon überzeugt sind, dass die beobachteten Ergebnisse auf organisches Leben hindeuten. Zu deren stärksten Verfechtern gehört Gilbert Levin, einer der Designer des LR-Experiments. Zur endgültigen Lösung des Rätsels der Viking-Biologieexperimente werden weitere Missionen zum Mars beitragen können.
Nach einer neuen Auswertung der Daten des LR-Experiments mit einer mathematischen Methode könnte sein Nachweis von Leben erfolgreich gewesen sein.

## Verbleib der Sonden
Mit dem High Resolution Imaging Science Experiment (HiRISE) des Mars Reconnaissance Orbiter (MRO) konnte die NASA Fotos von den Landestellen der Viking-Sonden machen, auf denen man die Landemodule erkennen kann. Der Viking 1 Lander war dabei sechs Kilometer vom geplanten Landeort entfernt. Der Orbiter von Viking 1 wurde 10 Tage vor dem Abschalten 1980 in eine höhere Umlaufbahn gebracht, sodass ein Einschlag vor 2019 vermieden wird. Im Jahr 2014 befanden sich beide Orbiter noch auf der Umlaufbahn um den Mars.

## Viking 1 Galerie

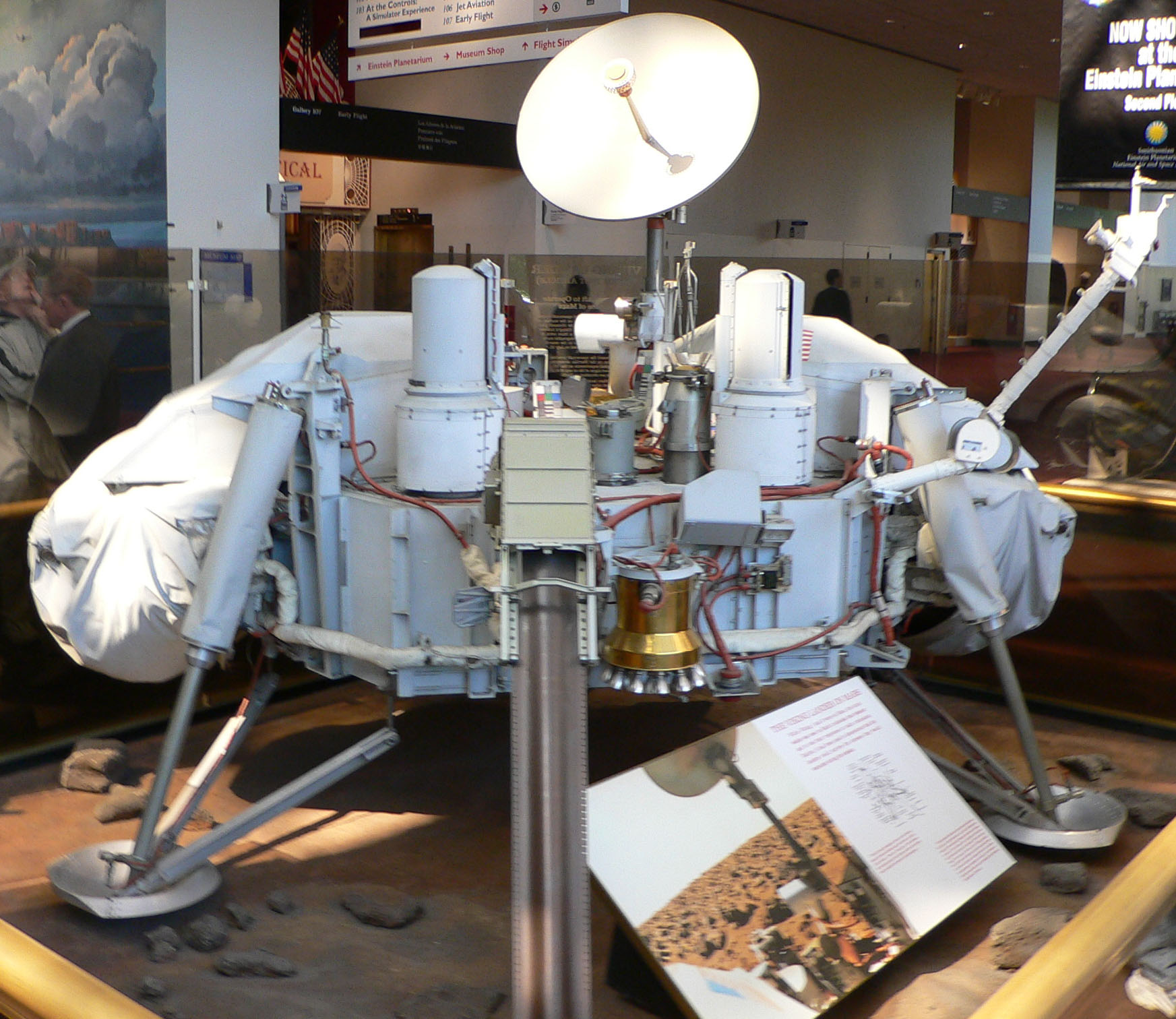
Modell des Viking Lander.
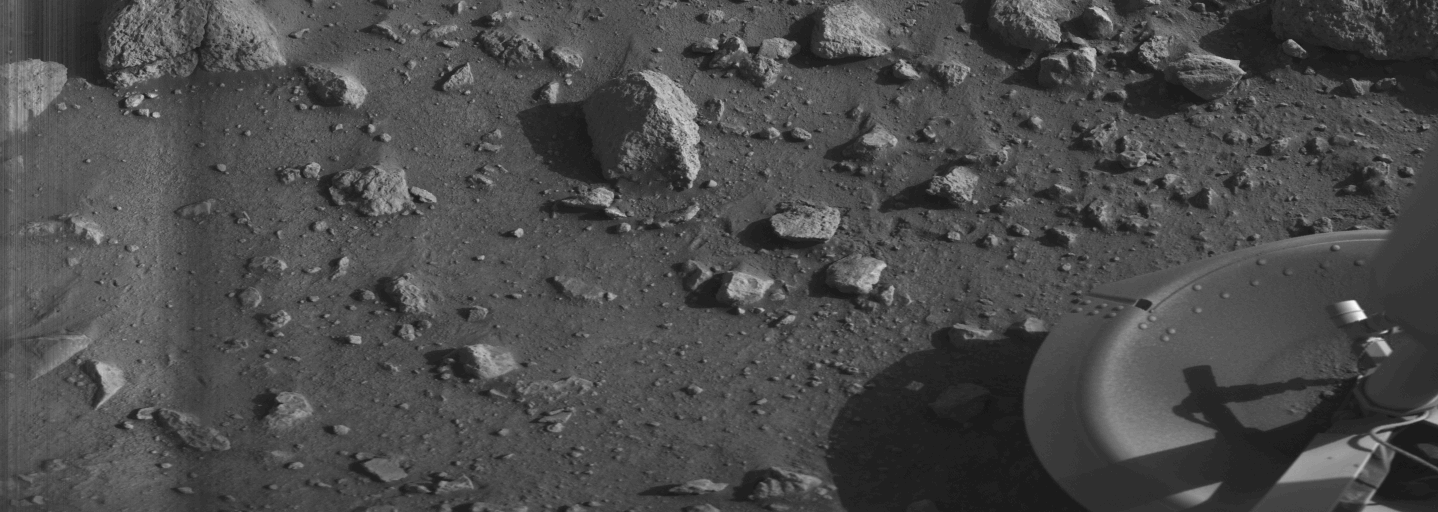
Das erste Bild des Viking 1 Lander von der Oberfläche des Mars (es zeigt den Landungsfuß des Landers).
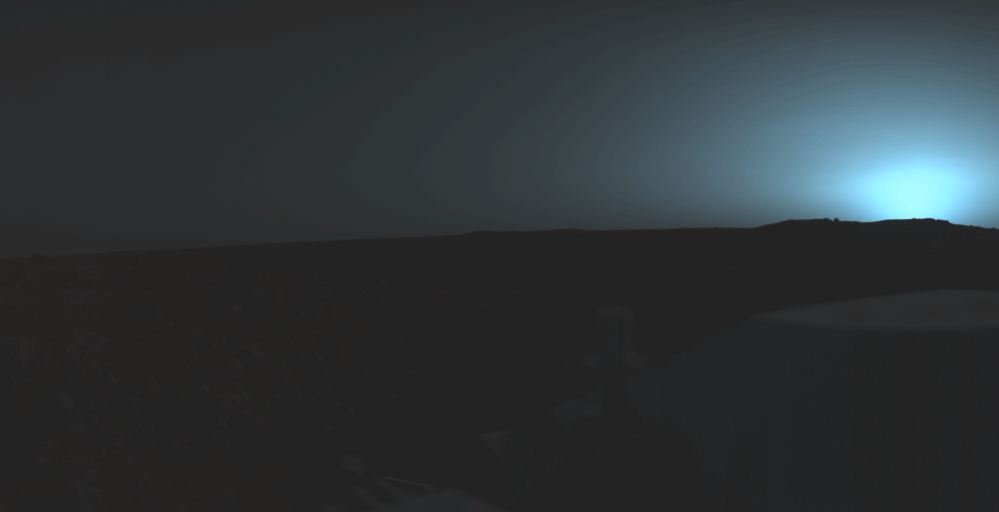
Viking 1 Lander – Mars-Sonnenuntergang über Chryse Planitia.
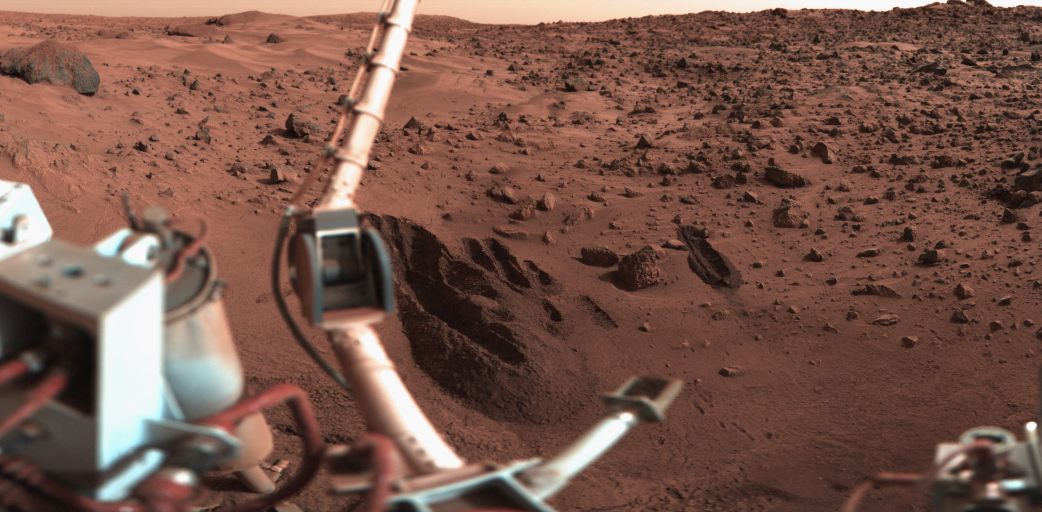
Ausgehobene Gräben durch das Bodenprobengerät.
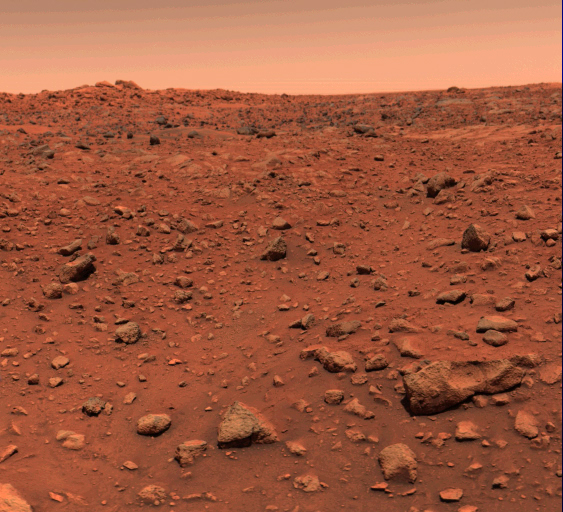
Erstes Farbbild von Viking 1 am 21. Juli 1976.
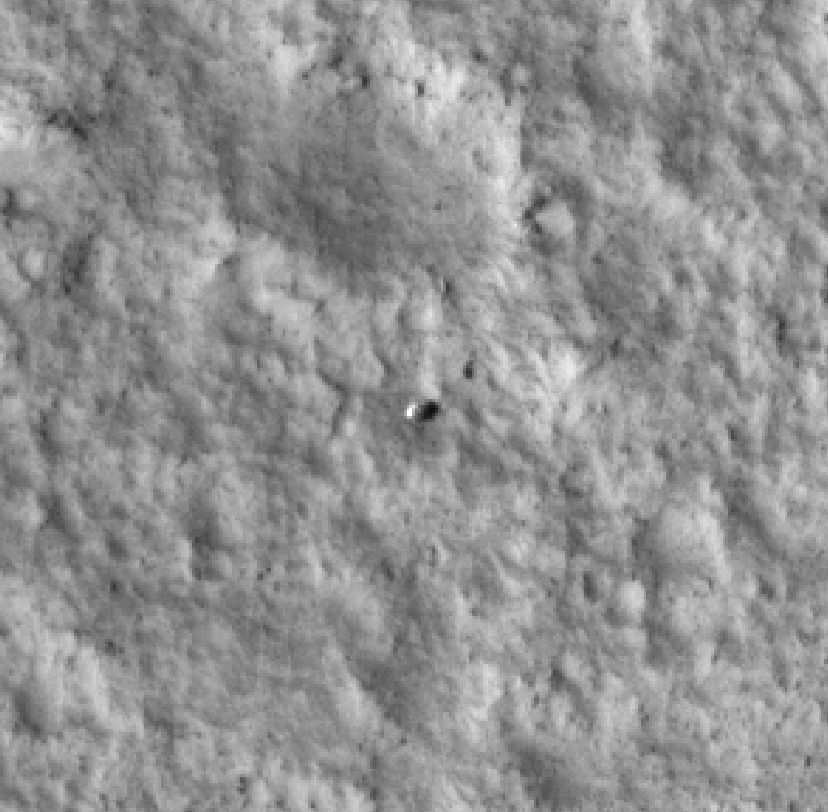
Aufnahme des Viking 1 Lander von der Sonde Mars Reconnaissance Orbiter (Dezember 2006).
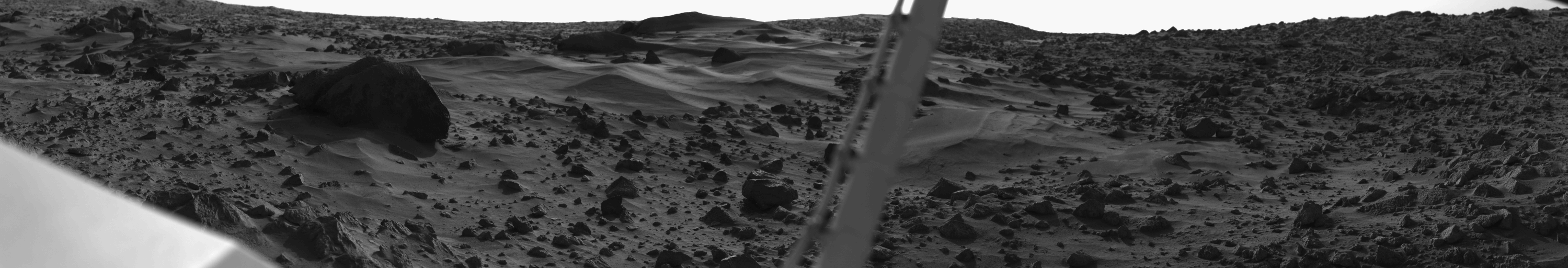
Staubdünen auf dem Mars, aufgenommen vom Viking 1 Lander am frühen Morgen.
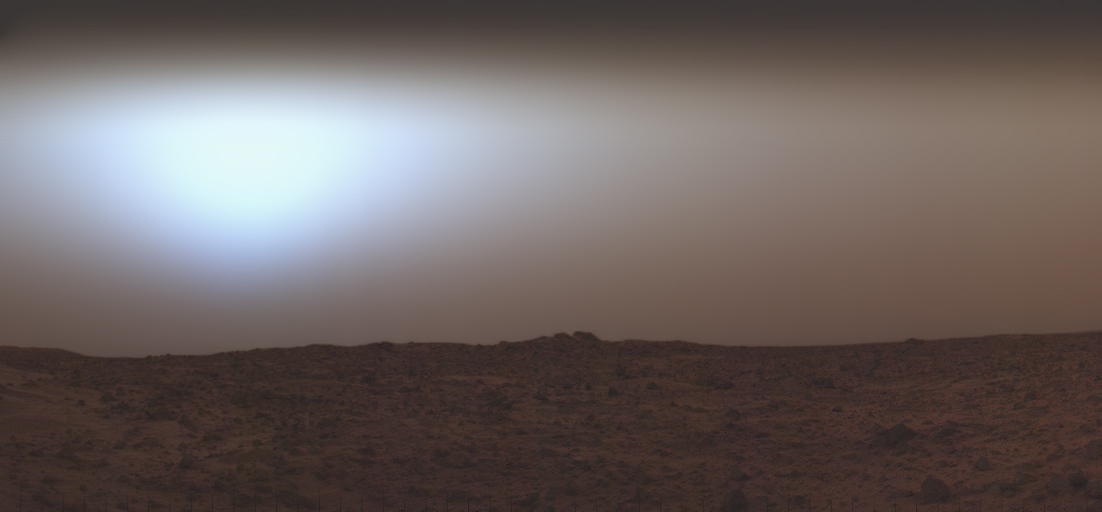
Sonnenaufgang am Sol 379 07:50
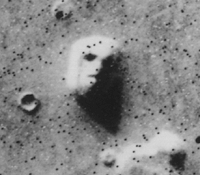
Das sogenannte „Marsgesicht“ in der Cydonia Mensae, aufgenommen vom Orbiter.